# Parafia Najświętszego Sakramentu w Miliczu
Parafia Najświętszego Sakramentu w Miliczu – parafia Katolickiego Kościoła Narodowego w RP w Miliczu.
Parafia erygowana 25 lipca 2014. Posiada kaplicę (ul. 1 Maja 2a), pełniącą rolę kaplicy biskupiej oraz seminaryjnej, która została poświęcona 31 stycznia 2015.